# 伊奈中央駅
伊奈中央駅（いなちゅうおうえき）は、埼玉県北足立郡伊奈町中央一丁目にある、埼玉新都市交通伊奈線（ニューシャトル）の駅である。駅番号はNS11。

## 歴史

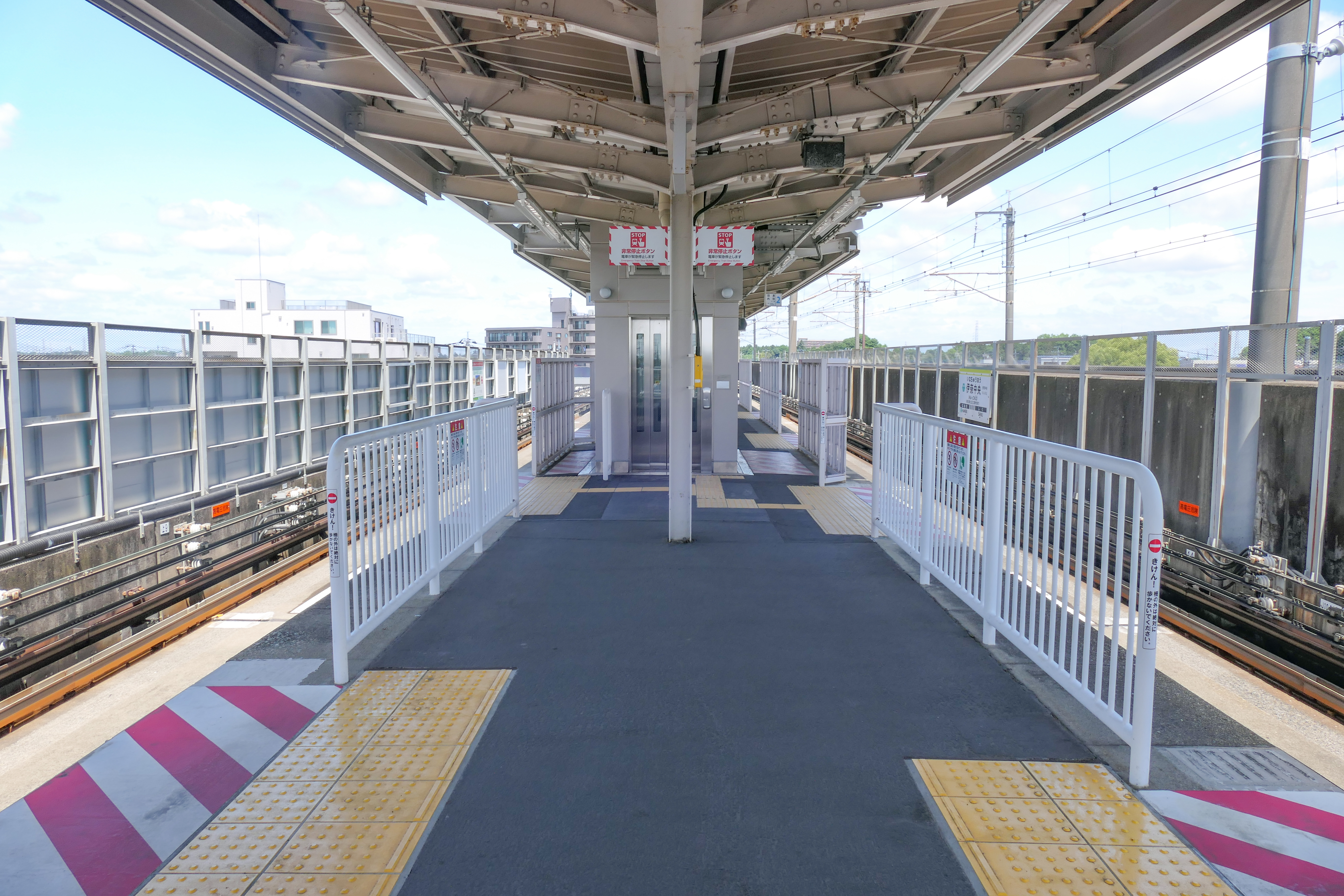
1983年（昭和58年）12月22日 - 開業[1][2]。
- 2007年（平成19年）3月18日 - ICカードSuica供用開始[1]。
- 2019年（平成31年）3月14日 - エレベーターの供用開始[3]。
- 2020年（令和2年）11月21日 - 伊奈町中部特定土地区画整理事業の換地処分が前日に行われたことに伴い、施行区域とその周辺で町名地番変更が行われ、駅の所在地が大字小室から中央一丁目に変更される[4]。

## 駅構造
島式ホーム1面2線を有する高架駅。内宿寄りに改札がある。一線スルーの構造だが、右側通行で入線する。
のりば
| 番線 | 路線                     | 行先     |
| ---- | ------------------------ | -------- |
| 1    | 伊奈線（ニューシャトル） | 大宮方面 |
| 2    | 伊奈線（ニューシャトル） | 内宿方面 |

- ホーム（2022年5月）

## 利用状況
2013年度の1日平均乗降人員（降車人員含む）は1,819人であり、ニューシャトルの駅では最も少ない。
2009年度の1日平均乗車人員は1,813人であった（埼玉県統計年鑑による）。

## 駅周辺
地理的に伊奈町のほぼ「中央」に位置しているものの、町の中心部からはやや離れている。駅周辺の約73.3 haでは、伊奈町によって1987年（昭和62年）から伊奈町中部特定土地区画整理事業が行われ、町の玄関口にふさわしいまちづくりが進められた。2020年（令和2年）の町名地番変更で地名が中央一丁目 - 六丁目に変更された。開発が進み、田畑や雑木林から急速に住宅地（ニュータウン）へと変貌しているが、商業施設は少ない。区画整理の一環として、駅東側に駅前ロータリーが整備された。
西側
- 特別養護老人ホーム伊奈の里
- ケアハウス・パインピア伊奈
- 伊奈町水道課・配水場

東側
- 伊奈町役場
  - 役場に隣接した本町地区が町の中心であるが、徒歩15分ほどかかる。
- 埼玉りそな銀行伊奈支店
- 伊奈町総合センター
- 伊奈町浄水場
- 伊奈町立伊奈中学校

## 路線バス
| 乗り場     | 系統   | 主要経由地 | 行先         | 運行会社               | 備考 |
| ---------- | ------ | ---------- | ------------ | ---------------------- | ---- |
| 伊奈中央駅 | 北循環 | 伊奈町役場 | 総合センター | 伊奈町循環バスいなまる |      |

## その他
- 当駅構内を北緯36度線が通る。埼玉県内においてほぼ同緯度にある駅としては桶川駅（JR高崎線）、高坂駅（東武東上線）、明覚駅（JR八高線）、秩父駅（秩父鉄道秩父本線）がある。

## 隣の駅
埼玉新都市交通
 伊奈線（ニューシャトル）
志久駅 (NS10) - 伊奈中央駅 (NS11) - 羽貫駅 (NS12)